# Eirmocides tringa
Eirmocides tringa is een vlinder uit de familie van de Lycaenidae. De wetenschappelijke naam van de soort is voor het eerst gepubliceerd in 1894 door Henley Grose-Smith.
De soort komt voor in Westelijk Nieuw-Guinea.